# Ptiliola kunzei
Ptiliola kunzei är en skalbaggsart som först beskrevs av Oswald Heer 1841.  Ptiliola kunzei ingår i släktet Ptiliola, och familjen fjädervingar. Arten är reproducerande i Sverige.